# Siyabuswa
Siyabuswa is een stad in het noordoosten van Zuid-Afrika in de provincie Mpumalanga. De stad was van 1981 tot 1986 hoofdstad van het in 1994 opgeheven thuisland KwaNdebele en heeft ongeveer 26.000 inwoners.
Siyabuswa werd in het begin van de jaren 70 ongeveer 10 km ten oosten van Marble Hall als township gegrondvest.